# A beszélő köntös (film, 1969)
A beszélő köntös 1968-ban készült, 1969-ben bemutatott magyar kalandfilm, melyet Fejér Tamás rendezett. Mikszáth Kálmán azonos című regénye alapján készült.

## Szereplők
- Iglódi István (Lestyák Mihály)
- Páger Antal (Lestyák András, szabómester)
- Detre Annamária (Cinna)
- Kállai Ferenc (Pereszneki Gábor)
- Görbe János (Kriston Ferenc)
- Tomanek Nándor (Zaládi Béla)
- Horváth József (Pató István)
- Fülöp Zsigmond (Ágoston Kristóf)
- Tomanek Nándor (Zaládi Béla)
- György László (Inokai József)
- Őze Lajos (Ágoston, kecskeméti iparos)
- Bánhidi László (Pintyő hajdú)
- Harsányi Gábor (Kristóf hajdú)
- Gobbi Hilda (Özvegy Fábiánné)
- Szirtes Ádám (Zeke Máté)
- Rajz János (paraszt)
- Fónay Márta (Uginé)
- Gyenge Árpád (Ugi)
- Sívó Mária (I. vénlány)
- Bakó Márta (II. vénlány)
- Tompa Sándor (Bruna atya)
- Zenthe Ferenc (Csuda kuruc)
- Velenczey István (Litkei)
- Moór Marianna (Beniczki Marica)
- Kovács Károly (Beniczki uraság)
- Fonyó József (Beniczki Gergely)
- Farkas Antal (Putnoki Balázs)
- Basilides Zoltán (Holéczi Sámuel)
- Raksányi Gellért (Berkesi)
- Garas Dezső (Török)
- Inke László (Olaj bég)
- Mádi Szabó Gábor (Nagykőrösi bíró)
- Madaras József (Ibrahim pasa)
- Nagy István (Tolmács)
- Ambrus András (Mirzaga)
- Pásztor János (Zulfikár)
- Zentai Ferenc (Szűcs Imre főbíró)

További szereplők: Császár Angela, Linka György, Pádua Ildikó, Prókai István, Sarlai Imre, Szigeti András, Tábori Nóra